# 바트나이외쿠틀

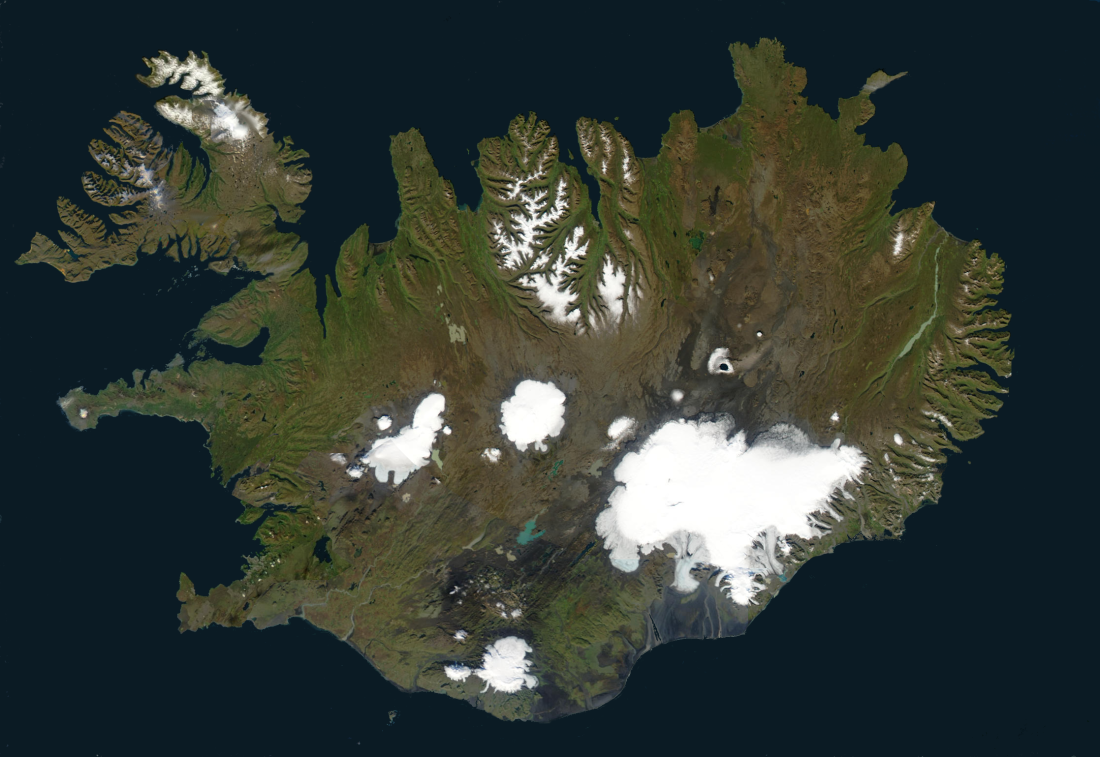
아이슬란드의 위성 사진. 오른쪽 아래의 흰 부분이 바트나이외쿠틀 빙하이다.

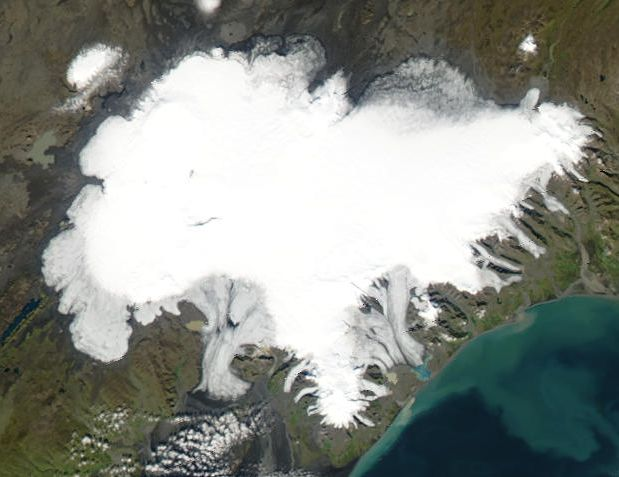
바트나이외쿠틀

바트나이외퀴들(아이슬란드어: Vatnajökutle)은 아이슬란드 최대의 빙하로, 아이슬란드섬 남동쪽에 자리하고 있다. 아이슬란드 국토 면적의 8% 이상을 차지하며, 그 넓이는 8,100km2이다. (북극권인 세베르니섬 빙하를 제외하면) 부피로는 유럽 최대이며, 넓이로는 스발바르 제도의 노르아우스틀라네섬에 있는 에우스트폰나에 이어 두 번째이다. 평균 두께는 400m이며, 최대 1000m인 곳도 있다.
중앙에는 그림스뵈튼 화산이 위치하고 있다.

## 같이 보기
- 아이슬란드의 지리
- 바트나이외쿠틀 국립공원